# 강진 삼인리 비자나무
강진 삼인리 비자나무(康津 三仁里 비자나무)는 대한민국 전라남도 강진군 병영면 삼인리에 있는 비자나무이다. 대한민국의 천연기념물 제39호로 지정되어 있다. 원래 명칭은 ‘병영면의 비자나무’였으나, 2008년 4월 현재 이름으로 바뀌었다.

## 개요
비자나무는 우리나라의 내장산 이남과 일본에서 자란다. 나무의 모양이 아름다워 관상용으로 많이 이용되며, 열매는 구충제 및 변비 치료제나 기름을 짜는데 쓰인다. 강진 삼인리의 비자나무는 나이가 약 500살 정도로 추정되며, 높이 11.5m, 가슴높이 둘레 5.8m의 크기이다. 지상 1.5m 부근에서 커다란 가지가 넷으로 갈라졌다. 이 나무가 500여 년 동안이나 벌채를 피해 자랄 수 있었던 것에 대해서는 두 가지 견해가 있다. 첫째는 태종 17년(1417)에 이 곳에 전라병마절도사영을 설치하기 위해 주변의 쓸만한 나무는 모조리 베었으나, 당시 이 나무는 키가 작고 휘어서 건축용 목재로 부적당하였기 때문에 오늘날까지 살아남게 되었으리라는 견해와, 둘째는 당시 이 나무의 열매는 기생충을 구제하는 유일한 약이었기 때문에 이 곳 사람들의 보호를 받아왔을 것이라고 보는 견해이다.
마을 사람들은 이 나무를 마을을 지키는 수호신으로 여겨 매년 음력 1월 15일에 나무 주위를 돌면서 마을의 평안을 빌고 있으며, 한여름에는 더위를 식혀 주는 피서처가 되기도 한다. 이와 같이 삼인리의 비자나무는 오랜 세월동안 마을 사람들의 관심과 보살핌 속에 살아온 역사적·문화적 자료로서의 가치가 높아 천연기념물로 지정·보호하고 있다.

## 참고 도서
- 문화재청, 《문화재이야기여행 천연기념물 100선 보관됨 2016-08-28 - 웨이백 머신》, pp147-152, 2016-03-31

## 참고 자료
- 강진 삼인리 비자나무 - 국가유산청 국가유산포털